# Чири-Юртовский цементный завод
Чири-Юртовский цементный завод (ранее — Чечено-Ингушский цементный завод) — крупное предприятие строительной отрасли и единственный цементный завод на территории Чечни.

## История
Чири-Юртовский завод был введён в эксплуатацию в 1974 году. Проектная мощность завода до 1990-х годов составляла 1 млн 200 тысяч тонн цемента марки М500. На заводе было установлено пять печей обжига размером 5 на 125 м по мокрому способу производства. Проектная марка цемента — М500.
В 1993 году, накануне военных действий, завод выпустил 216,2 тысяч тонн цемента. Был разрушен.
Во время первой чеченской войны  на территории завода шли ожесточённые бои. Весной 1995 года отряды боевиков заняли завод, превратив его в сильный оборонительный узел. Во время штурма завод был до основания разрушен артиллерией и авиацией.

## Восстановление
Строительно-восстановительные работы на заводе начались в 2001 году, но приостанавливались из-за нехватки средств. В 2007 году состоялся запуск первой очереди производительностью 600 тысяч тонн цемента в год. На торжественном открытии присутствовал президент Чеченской республики Рамзан Кадыров.
Рассматривается возможность дальнейшего расширения производства. В 2009 году проект строительства нового цементного завода в посёлке Чири-Юрт вошёл в перечень приоритетных инвестиционных проектов Чеченской республики Проектная мощность — 3,1 млн тонн цемента в год.

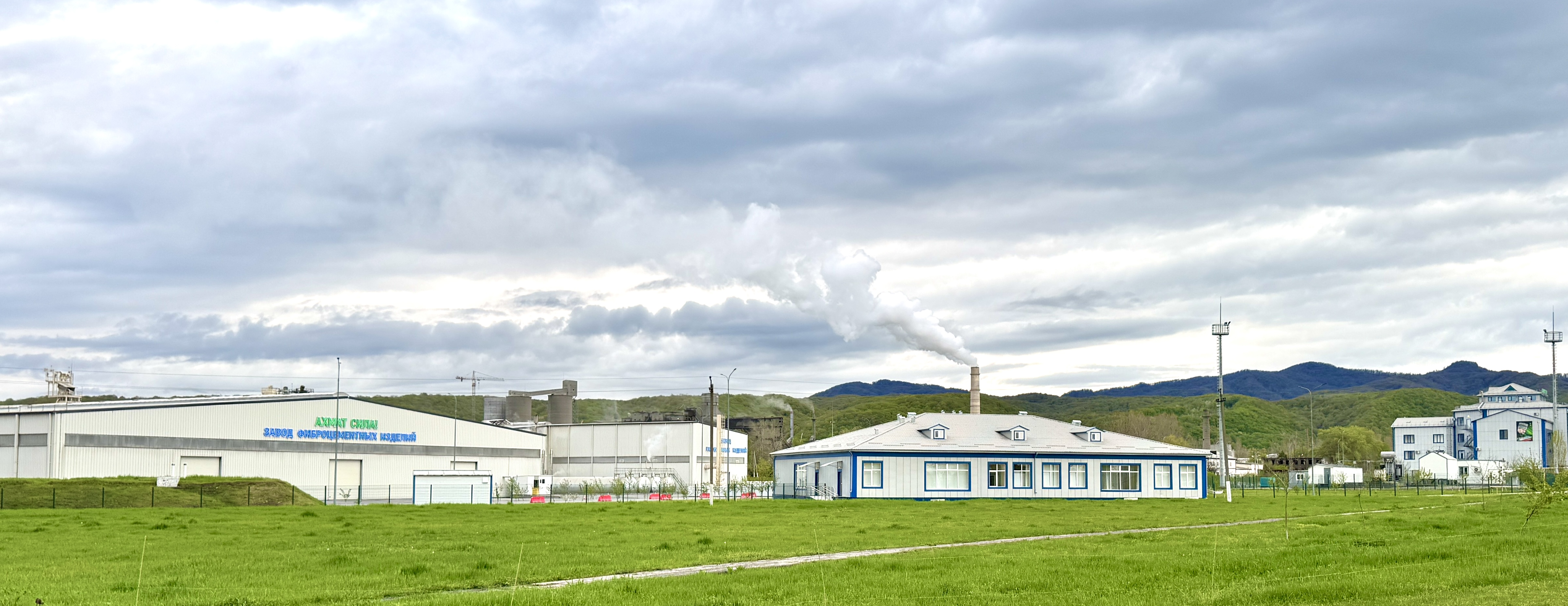
Чири-Юрт. Промышленная зона, на заднем плане цементный завод.

Предприятие включено в программу приватизации государственного имущества Чеченской Республики.

## Ресурсная база
Предприятие имеет лицензии на пользование недрами следующих месторождений:
- Участок Дуба-Юртовского месторождения глин;
- Участок Мамышасты Черногорского месторождения известняков;
- Участок Чанахойского месторождения гипса.